# 吳道卿
吳道卿（1542年—1598年），字公輔，改字名輔，號昇環，山東平山衛人，軍籍，明朝政治人物。

## 生平
隆慶四年（1570年）庚午科順天府鄉試第七十二名舉人。隆慶五年（1571年）聯捷辛未科會試第一百七十九名，三甲第二十五名進士。户部觀政，授西安府推官，丁繼母胥孺人憂歸。萬曆五年（1577年）復除鎮江府推官，三載考绩，以父喪歸。免喪，十年升刑部主事，升廣東司员外郎，録囚陕西，遷湖廣司郎中。十八年出为陝西按察司副使，二十年八月陞四川布政使司左參政兼按察司佥事、整飭瀘州等處兵備。萬曆二十三年（1595年）九月，陞四川按察使，理清軍驛傳屯田鹽政茶法水利六事。萬曆二十六年（1598年）五月，陞浙江右布政使，便道歸家，未赴任而卒于家。

## 家族
曾祖吳英；祖父吳天錫；父吳江，壽官。母孫氏；繼母胥氏。严侍下。